# Daily Journal Corporation
Daily Journal Corporation es una editorial estadounidense y una empresa de tecnología con sede en Los Ángeles, California. La compañía tiene oficinas en Corona, Oakland, Riverside, Sacramento, San Diego, San Francisco, San José y Santa Ana en California, y en Denver, Colorado; Logan, Utah; Phoenix, Arizona y Melbourne, Australia.

## Gobernanza
The Daily Journal Corporation cotiza en bolsa desde 1987 en el NASDAQ bajo DJCO. Su presidente es Charles T. Munger, quien también es vicepresidente de Berkshire Hathaway. J.P. Guerin fue vicepresidente del Daily Journal Corporation hasta su fallecimiento, en 2020. Gerald L. Salzman es director ejecutivo y presidente.

## Negocio editorial
El periódico original, The Daily Court Journal (Los Ángeles), comenzó a publicarse en 1888. Charles T. Munger compró el periódico en 1977 y, mediante una serie de adquisiciones y crecimiento orgánico, lo incorporó a un grupo de periódicos y sitios web que brindan información sobre la industria legal, inmobiliaria y del comercio en general. La compañía ahora publica 10 periódicos en California y Arizona. Sus publicaciones más importantes son Los Angeles Daily Journal y San Francisco Daily Journal. Los periódicos de The Daily Journal han ganado numerosos premios por su periodismo, y el Los Angeles Press Club en 2003 señaló que Los Angeles Daily Journal era "el periódico más galardonado de Los Ángeles con la única excepción del Los Angeles Times".
Periódicos
- Business Journal (Riverside, California)
- Daily Commerce (Los Ángeles, California)
- The Daily Recorder (Sacramento, California)
- The Daily Transcript (San Diego, California)
- The Inter-City Express (Oakland, California)
- Los Angeles Daily Journal (Los Ángeles, California)
- Orange County Reporter (Santa Ana, California)
- San Francisco Daily Journal (San Francisco, California)
- San Jose Post-Record (San José, California)
- The Record Reporter (Phoenix, Arizona)

Online
- California Lawyer (San Francisco, California)

### Representante de publicidad y periódicos
Las publicaciones del Daily Journal llevan publicidad comercial y la mayoría también contienen publicidad de aviso público. La publicidad comercial consiste en publicidad gráfica y clasificada y el mercado de publicidad de empleo. La publicidad de avisos públicos consiste en muchos tipos de avisos legales que la ley exige que se publiquen en un periódico adjudicado de circulación general, incluidos avisos de defunción, nombres comerciales ficticios, avisos de venta fiduciaria y avisos de audiencias gubernamentales. Los principales tipos de anunciantes de avisos públicos son empresas y fideicomisarios relacionados con bienes raíces, agencias gubernamentales, abogados y empresas o personas que presentan declaraciones de nombres comerciales ficticios.

### Oficina de Servicios de Periódicos de California
"CNSB", una división de la empresa, es un representante de periódicos de todo el estado que se especializa desde 1934 en anuncios publicitarios. La CNSB coloca avisos públicos y otras formas de publicidad en periódicos adjudicados de circulación general, la mayoría de los cuales no son propiedad de The Daily Journal.

## Negocio tecnológico
Journal Technologies, Inc. es una subsidiaria de propiedad total de la Compañía. Consiste en las operaciones combinadas de Sustain Technologies, Inc., establecida a mediados de la década de 1980 y adquirida por Daily Journal Corporation en 1999; New Dawn Technologies, Inc., adquirida en 2012; e ISD Technologies, Inc., adquirida en 2013.
Journal Technologies fabrica software para tribunales de primera instancia y de apelación y agencias relacionadas con los sistemas judiciales, incluidas las agencias fiscales, los defensores públicos, los departamentos de libertad condicional y las oficinas de instrucción en todo Estados Unidos, Canadá y Australia.
Journal Technologies se ha distinguido en el mercado con un sistema de gestión de casos basado en navegador que es un motor de procesamiento empresarial altamente configurable que es la pieza central para la gestión de documentos y archivos electrónicos.